# Stigmus solskyi
Stigmus solskyi é uma espécie de insetos himenópteros, mais especificamente de vespas pertencente à família Crabronidae.
A autoridade científica da espécie é A. Morawitz, tendo sido descrita no ano de 1864.
Trata-se de uma espécie presente no território português.